# الکساندر سوپکو
الکساندر سوپکو (اوکراینی: Олександр Олександрович Сопко؛ زادهٔ ۱۱ مهٔ ۱۹۵۸) بازیکن فوتبال اهل اتحاد جماهیر شوروی سوسیالیستی است.
از باشگاه‌هایی که در آن بازی کرده‌است می‌توان به باشگاه فوتبال کریفباس کریفیی ریه اشاره کرد.
وی همچنین در تیم ملی فوتبال USSR youth بازی کرده‌است.